# Трит, Мэри
Мэри Трит (англ. Mary Lua Adelia Davis Treat; 1830—1923) — американская исследовательница природы, натуралист, ботаник и энтомолог, корреспондент Чарлза Дарвина. Была значительным учёным-самоучкой, которая написала несколько книг по естественной истории, в том числе о бабочках и о муравьях-рабовладельцах, с подробными описаниями набегов и некоторыми предварительными экспериментальными манипуляциями. В её честь были названы четыре вида растений и животных, в том числе вид амариллиса, (ныне известен как Zephyranthes treatae) и два вида муравьёв (Aphaenogaster mariae и Aphaenogaster treatae).

## Биография
Родилась 7 сентября 1830 года в семье среднего класса в Трумансберге в округе Томпкинс, штат Нью-Йорк, но в основном она выросла в Огайо, где посещала государственные и частные школы для девочек. В 1863 году Дэвис вышла замуж за доктора Джозефа Баррела Трита, аболициониста и профессора; они жили в Айове, а в 1868 году переехали в Вайнленд, Нью-Джерси.
После переезда в Нью-Джерси Трит всерьёз занялась научными исследованиями и вместе с мужем работала над энтомологическими статьями и исследованиями. Первой научной статьей Трит была заметка, опубликованная в The American Entomologist, когда ей было 39 лет. За 28 лет она написала 76 научных и популярных статей, а также пять книг. Её исследования быстро расширились от энтомологии до орнитологии и ботаники, подробно описывая жизнь птиц и растений в южном Нью-Джерси и, в частности, в Пайн-Барренс. После развода с мужем в 1874 году Трит поддерживала себя, публикуя научно-популярные статьи для таких периодических изданий, как Harpers and Queen. Начиная с 1870 года, она публиковала популярные натуралистические статьи в Garden and Forest, Hearth and Home, Harper’s и Lippincott’s.
Скончалась 11 апреля 1923 года в округе Дженеси, штат Нью-Йорк.

### Сотрудничество с Чарльзом Дарвином

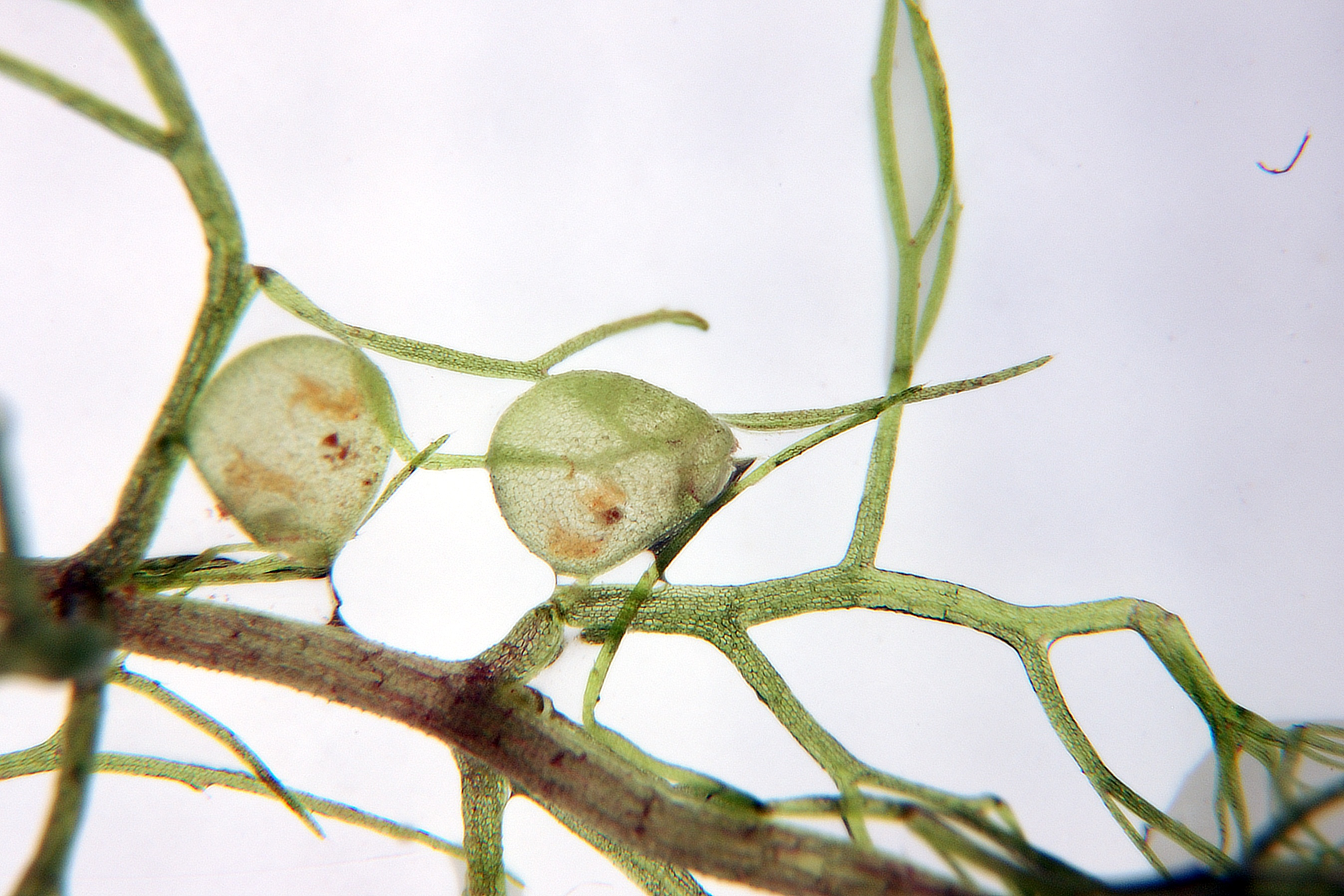
Пузырчатка золотая (Utricularia aurea), механизм работы ловушек которой впервые объяснила Трит.

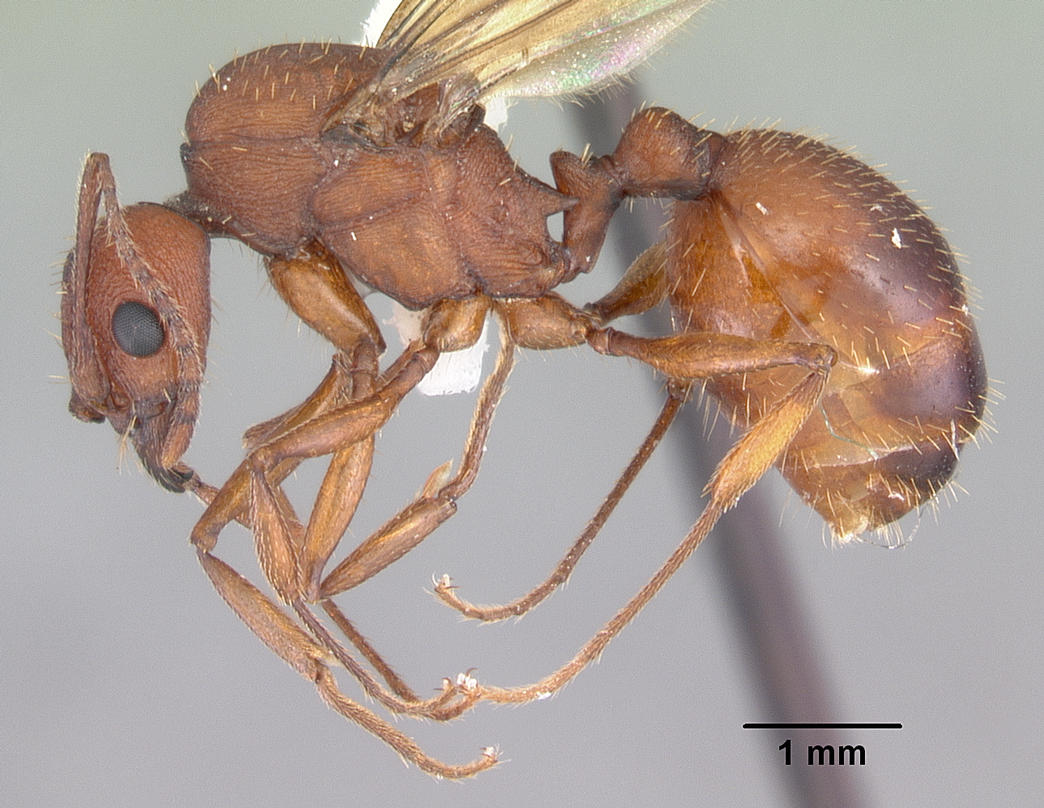
Муравей Aphaenogaster treatae, названный в честь Мэри Трит.

Первая зафиксированная переписка между Трит и Дарвином датируется 20 декабря 1871 года; в ней Трит описывает мухоловные свойства росянки (Drosera). Переписка Трит и Дарвина длилась пять лет, примерно в тот период, когда Дарвин занимался исследованиями, а затем и публикациями о плотоядных растениях. В своей переписке они преимущественно обсуждали эти растения (хотя это не единственная тема, они также обсуждали контроль над полом у бабочек), и Трит открыто критиковала гипотезы Дарвина. Один примечательный обмен мнениями касался растения пузырчатка Utricularia clandestina.
Учитель и наставник Дарвина в Кембридже, профессор Джон Стивенс Генслоу, имел чёткое представление о морфологии растения Utricularia (пузырчатка), но не смог понять механику работы их ловушек. Дарвин сделал ошибочный вывод, что животные попадают в ловушки, просовывая голову через щелевидное отверстие, при этом голова служит клином. В письме к Трит он сообщил ей, что эта тема свела его с ума. Трит глубоко погрузилась в эту проблему, проводя интенсивные исследования. В течение долгих часов наблюдения за последовательностью создания ловушек под микроскопом она поняла, что волоски вокруг входа в ловушку были чувствительны и являлись частью процесса, с помощью которого ловушки Utricularia открывались, что дало новые знания о диапазоне микроскопической животной добычи, пойманной в эти ловушки, и процессах пищеварения, которым они подвергались. Трит описала их как «эти маленькие „пузыри“ (bladders)… по правде говоря, похожие на множество желудков, переваривающих и усваивающих животную пищу». Дарвин был настолько впечатлён работой Трит о плотоядных растениях, что ссылался на неё, как в основном тексте, так и в сносках, на протяжении всей своей публикации «Насекомоядные растения» (1875).
Давая такие публичные подтверждения научной деятельности Трит, Дарвин узаконил её роль как учёного, хотя это не совсем бесспорно среди историков.
Мнение Джанквитто, однако, не отражено всеми авторами, обсуждающими научную идентичность Трит (’scientific identity’). С появлением Интернета переписка Мэри Трит с Дарвином была проанализирована более подробно.

## Наследие
Лучший архив о жизни Трит доступен в Историческом и антикварном обществе Винеланда. В гербарии Гарвардского университета хранится подборка образцов Трит, отправленных Эйсе Грею, и примеры их оригинальной переписки. Проект «Переписка Дарвина» (Darwin Correspondence Project) содержит резюме её переписки с Дарвином, но пока нет полного описания содержания их писем друг к другу. Оригиналы писем, в основном, доступны для просмотра в библиотеке Кембриджского университета. Окончательной биографии Трит не написано.
Муравей Aphaenogaster treatae был назван в честь Трит швейцарским мирмекологом Огюстом Форелем за её находки образцов муравьёв во Флориде и Нью-Джерси. Австрийский энтомолог Густав Майр назвал в честь Трит галловую осу (цинипиду) Belonocnema treatae, обнаруженную ею на виргинском дубе во Флориде.
Мэри Трит — одна из главных героинь исторического романа 2018 года «Unsheltered» американской писательницы Барбары Кингсолвер.

## Основные труды
Во многих её работах подробно описаны личные наблюдения за насекомыми и птицами в стиле, доступном для популярной аудитории.
- Chapters on Ants (1879)
- Injurious Insects of the Farm and Garden (1882)
- Home Studies in Nature (1885)
- Through a Microscope (1886)
- My Garden Pets (1887)
- Asa Gray: His Life and Work (1890)